# Street Cents
Street Cents foi uma série de televisão canadense originalmente transmitida pela CBC Television entre 1989 e 2006.

## Piloto
Em 1988, CBC Halifax criou um piloto para o show que se tornaria Street Cents. O título de trabalho para o programa foi Money Penny.

## Elenco original
- Jamie Bradley ... Ele mesmo e o chefe de BuyCo: temporadas 1, 3 & 5
- Benita Ha ... Benita
- Brian Heighton ... Ken Pompadour
- Chris Lydon ...
- Jonathan Torrens ... Jonathan

### Convidados da temporada final
- Gelareh Darabi
- Allie Dixon
- Eli Goree

### Membros do elenco
- Colleen Hammill
- Demore Barnes
- Rachael Clark
- Kim D'Eon
- Anna Dirksen
- Andrew Bush
- Eli Goree
- Duane Hall
- Darryl Kyte
- Tania Rudolph
- Michael Scholar, Jr.
- Connie Walker
- Denise Wong
- Riva Di Paola
- Darrien Genereux